# Aglais mesoides
Aglais mesoides är en fjärilsart som beskrevs av Reuss 1910. Aglais mesoides ingår i släktet Aglais och familjen praktfjärilar. Inga underarter finns listade i Catalogue of Life.